# My Name Is Pauli Murray
Pour plus de détails, voir Fiche technique et Distribution.
My Name Is Pauli Murray est un film américain réalisé par Julie Cohen et Betsy West, sorti en 2021.

## Synopsis
Un documentaire sur l'avocate et activiste féministe et LGBT Pauli Murray.

## Fiche technique
- Titre : My Name Is Pauli Murray
- Réalisation : Julie Cohen et Betsy West
- Scénario : Talleah Bridges McMahon, Julie Cohen, Cinque Northern et Betsy West
- Musique : Jongnic Bontemps
- Photographie : Claudia Raschke
- Montage : Cinque Northern
- Production : Talleah Bridges McMahon
- Société de production : Storyville Films, Drexler Films et Participant Media
- Pays :  États-Unis
- Genre : Documentaire
- Durée : 91 minutes
- Dates de sortie : 
  - États-Unis : 17 septembre 2021

## Accueil
Le film a reçu un accueil favorable de la critique. Il obtient un score moyen de 73 % sur Metacritic.